# Lukrahnit
Lukrahnit ist ein sehr selten vorkommendes Mineral aus der Mineralklasse der „Phosphate, Arsenate und Vanadate“ mit der chemischen Zusammensetzung CaCuFe3+(AsO4)[(H2O)(OH)] und damit chemisch gesehen ein wasserhaltiges Calcium-Kupfer-Eisen-Zink-Arsenat mit einem zusätzlichen Hydroxidion.
Lukrahnit kristallisiert im triklinen Kristallsystem und entwickelt an seiner Typlokalität kugelige Aggregate von maximal 0,5 mm Durchmesser, die von Beudantit, Cuproadamin, Konichalcit, Wulfenit, Quarz und Chalkosin begleitet werden. Die Typlokalität des Minerals ist die Tsumeb Mine bei Tsumeb, Region Otjikoto, Namibia.

## Etymologie und Geschichte
Im Verlauf einer umfassenden Untersuchung von Mineralen der Tsumcoritgruppe wurde auch eine große Anzahl von „gelben Überzügen“ aus der „Tsumeb Mine“ überprüft. Der größte Teil davon erwies sich als Tsumcorit, Gartrellit oder Zinkgartrellit – jedoch fielen die Diffraktogramme von zwei Proben auf. Obwohl sie den Diffraktogrammen von Zinkgartrellit bzw. zinkhaltigem Gartrellit ähnelten, indizierten die d-Werte eine kleinere Einheitszelle. Weitere Analysen zeigten, dass es sich bei diesen Proben um das Calcium-Analogon des Gartrellits und damit um eine neue Mineralphase handelte. Nachdem an diesem Material ergänzende Untersuchungen stattfanden, wurde die neue Phase der International Mineralogical Association (IMA) vorgelegt, die sie 1999 anerkannte. Im Jahre 2001 wurde das Mineral von einem deutsch-österreichischen Wissenschaftlerteam um Werner Krause, Günter Blass, Heinz-Jürgen Bernhardt und Herta Effenberger im deutschen Wissenschaftsmagazin „Neues Jahrbuch für Mineralogie, Monatshefte“ als Lukrahnit beschrieben. Die Autoren benannten das Mineral nach dem deutschen Geologen und Mineralsammler Ludger Krahn (* 1957) aus Krefeld, der die erste Stufe dieses neuen Minerals zur Untersuchung übergeben hatte.
Das Typmaterial für Lukrahnit wird in der Sammlung des Institut für Mineralogie, Geologie und Geophysik der Ruhr-Universität Bochum in Bochum, Nordrhein-Westfalen, aufbewahrt.

## Klassifikation
Die aktuelle Klassifikation der International Mineralogical Association (IMA) zählt den Lukrahnit zur Tsumcoritgruppe mit der allgemeinen Formel Me(1)Me(2)2(XO4)2(OH,H2O)2, in der Me(1), Me(2) und X unterschiedliche Positionen in der Struktur der Minerale der Tsumcoritgruppe mit Me(1) = Pb2+, Ca2+, Na+, K+ und Bi3+; Me(2) = Fe3+, Mn3+, Cu2+, Zn2+, Co2+, Ni2+, Mg2+ und Al3+ und X = As5+, P5+, V5+ und S6+ repräsentieren. Zur Tsumcoritgruppe gehören neben Lukrahnit noch Cabalzarit, Cobaltlotharmeyerit, Cobalttsumcorit, Ferrilotharmeyerit, Gartrellit, Helmutwinklerit, Kaliochalcit, Krettnichit, Lotharmeyerit, Manganlotharmeyerit, Mawbyit, Mounanait, Natrochalcit, Nickellotharmeyerit, Nickelschneebergit, Nickeltsumcorit, Phosphogartrellit, Rappoldit, Schneebergit, Thometzekit, Tsumcorit, Yancowinnait und Zinkgartrellit. Innerhalb der Tsumcoritgruppe bildet Lukrahnit zusammen mit Gartrellit, Zinkgartrellit und Phosphogartrellit die nach Gartrellit benannte „Gartrellit-Untergruppe“.
Da der Lukrahnit erst 1999 als eigenständiges Mineral anerkannt wurde, ist er in der seit 1977 veralteten 8. Auflage der Mineralsystematik nach Strunz noch nicht verzeichnet.
In der zuletzt 2018 überarbeiteten Lapis-Systematik nach Stefan Weiß, die formal auf der alten Systematik von Karl Hugo Strunz in der 8. Auflage basiert, erhielt das Mineral die System- und Mineralnummer VII/C.31-078. Dies entspricht der Klasse der „Phosphate, Arsenate und Vanadate“ und dort der Abteilung „Wasserhaltige Phosphate, ohne fremde Anionen“, wo Lukrahnit zusammen mit Cabalzarit, Cobaltlotharmeyerit, Cobalttsumcorit, Ferrilotharmeyerit, Gartrellit, Helmutwinklerit, Krettnichit, Lotharmeyerit, Manganlotharmeyerit, Mawbyit, Mounanait, Nickellotharmeyerit, Nickelschneebergit, Nickeltsumcorit, Phosphogartrellit, Rappoldit, Schneebergit, Thometzekit, Tsumcorit, Yancowinnait und Zinkgartrellit die „Tsumcorit-Gartrellit-Gruppe“ mit der Systemnummer VII/C.31 bildet.
Die von der IMA zuletzt 2009 aktualisierte 9. Auflage der Strunz’schen Mineralsystematik ordnet den Lukrahnit ebenfalls in die Abteilung der „Phosphate usw. ohne zusätzliche Anionen; mit H2O“ ein. Diese ist allerdings weiter unterteilt nach der relativen Größe der beteiligten Kationen und dem Stoffmengenverhältnis von Phosphat-, Arsenat- bzw. Vanadat-Komplex zum Kristallwassergehalt, so dass das Mineral entsprechend seiner Zusammensetzung in der Unterabteilung „Mit großen und mittelgroßen Kationen; RO4 : H2O = 1 : 1“ zu finden ist, wo es zusammen mit Gartrellit, Helmutwinklerit, Phosphogartrellit, Rappoldit und Zinkgartrellit die „Helmutwinkleritgruppe“ mit der Systemnummer 8.CG.20 bildet.
Auch die vorwiegend im englischen Sprachraum gebräuchliche Systematik der Minerale nach Dana ordnet den Lukrahnit in die Klasse der „Phosphate, Arsenate und Vanadate“ und dort in die Abteilung der „Zusammengesetzten Phosphate etc.“ ein. Hier ist er zusammen mit Gartrellit und Zinkgartrellit in der „Gartrellitgruppe“ mit der Systemnummer 43.02.02 innerhalb der Unterabteilung „Zusammengesetzte Phosphate etc., (Wasserfreie normal zusammengesetzte Anionen)“ zu finden.

## Chemismus
Neun Mikrosondenanalysen an Lukrahnit aus der Tsumeb Mine ergaben Mittelwerte von 11,42 % CaO; 10,00 % CuO; 8,19 % ZnO; 0,69 % PbO; 0,05 NiO; 0,15 CoO; 13,75 % Fe2O3; 0,37 % Al2O3; 47,72 % As2O3, 0,16 % P2O5, 0,09 % SO3 und 5,98 % H2O (berechnet) sowie geringere (< 0,05 %) Gehalte an Bi2O3 und V2O5. Auf der Basis von zehn Sauerstoffatomen errechnete sich aus ihnen die empirische Formel (Ca0,98Pb0,02)Σ=1,00(Cu0,60Fe0,83Zn0,48Co0,01Al0,04)Σ=1,96[(AsO4)1,99(PO4)0,01(SO4)0,01]Σ=2,01[(H2O)1,22(OH)0,74]Σ=1,96. Die daraus abgeleitete vereinfachte Formel ist Ca(Cu,Zn)(Fe,Zn)(AsO4)2(H2O,OH)2, die zinkfreie Idealformel CaCuFe3+(AsO4)2[(H2O)(OH)].
Wie beim Gartrellit und Zinkgartrellit nehmen Cu und Fe3+ unterschiedliche kristallographische Positionen Me(2a) und Me(2b) ein. Eventuell vorhandenes Zn tritt zu gleichen Teilen auf beiden Positionen ein, was zu einem variablen Hydroxidionenanteil gemäß [(H2O,OH)2] führt. Im zinkfreien Lukrahnit-Endglied sind hingegen jeweils genau ein Wassermolekül und ein Hydroxidion gemäß [(OH)(H2O)] vorhanden. Teile des Lukrahnits aus der „Tsumeb Mine“ sind von einer bleihaltigen Lukrahnit-Varietät überwachsen, die Pb-Gehalte bis zu 7 Gew.-% aufweist, was einem Ca-Pb-Verhältnis von 0,85:0,15 entspricht.
Lukrahnit stellt das Ca-dominante Analogon zum Pb-dominierten Gartrellit dar. Hinsichtlich der chemischen Zusammensetzung ähnelt Lukrahnit außerordentlich dem Ferrilotharmeyerit – abgesehen von einer teilweisen Substitution von Cu für Fe und Zn, welche einen Wechsel in der Kristallsymmetrie verursacht, da sich in einem Mineral der Tsumcoritgruppe beim Vorhandensein signifikanter Mengen von sowohl Cu als auch Fe3+ die Me(2)-Position in zwei kristallographisch unterschiedliche Positionen Me(2a) und Me(2b), aufspaltet, was durch die geordnete Arrangement alternierender CuO6- und Fe3+O6-Polyeder bedingt ist.

## Kristallstruktur
Lukrahnit kristallisiert im triklinen Kristallsystem in der Raumgruppe P1 (Raumgruppen-Nr. 2) mit den Gitterparametern a = 5,457 Å; b = 5,539 Å; c = 7,399 Å; αβ = 68,43; β = 68,90° und γβ = 69,44° sowie einer Formeleinheit pro Elementarzelle.
Das Mineral ist isotyp (isostrukturell) zu den triklinen Vertretern der Tsumcoritgruppe wie Gartrellit und Zinkgartrellit.

## Eigenschaften

### Morphologie
Lukrahnit entwickelt in der „Tsumeb Mine“ kugelige Aggregate von maximal 0,5 mm Durchmesser, wobei Einzelkristalle nicht beobachtet werden konnten. Beim Zerdrücken zwischen zwei Glasscherben entstehen jedoch nahezu einzelkristallartige Fragmente < 30 µm Größe. Winzige Überzüge von < 10 µm Dicke auf einem bismuthaltigen Nickellotharmeyerit vom „Pucherschacht“ in Schneeberg, Sachsen, erwiesen sich als nach Mikrosondenanalysen als Calcium-Eisen-Kupfer-Arsenat, von dem angenommen wird, dass es sich dabei ebenfalls um Lukrahnit handelt. Lukrahnit aus der „Grube Clara“ im Schwarzwald besteht aus 0,2 mm großen, halbkugeligen Aggregaten mit schaligem Aufbau, wobei die Räume zwischen den Schalen teilweise hohl sind.

### Physikalische und chemische Eigenschaften
Die Aggregate des Lukrahnits sind gelb, ihre Strichfarbe ist dagegen blass- bzw. hellgelb. Die Oberflächen der durchsichtigen Aggregate sind matt, während Bruchflächen einen diamantartigen Glanz (Halbdiamantglanz) aufweisen. Dieser diamantartige Glanz stimmt gut mit den sehr hohen Werten für die Lichtbrechung (nα = 1,830; nβ = 1,834; nγ = 1,890) und dem hohen Wert für die Doppelbrechung (δ = 0,060) des Lukrahnits überein. Unter dem Mikroskop zeigt das Mineral im durchfallenden Licht einen moderaten Pleochroismus von X = gelb nach Y = Z = blassgelb.
Lukrahnit weist keine Spaltbarkeit auf, für das spröde Mineral wird auch kein Bruch angegeben. Mit einer Mohshärte von 5 gehört das Mineral zu den mittelharten Mineralen und lässt sich damit wie das Referenzmineral Apatit noch mit einem Taschenmesser ritzen. Die Vickershärte VHN25 wurde mit 630 kg/mm2 bestimmt. Die berechnete Dichte für Lukrahnit beträgt 4,18 g/cm3. Das Mineral zeigt weder im lang- noch im kurzwelligen UV-Licht eine Fluoreszenz.
Lukrahnit ist nur langsam in warmer, verdünnter Salzsäure, HCl, ohne Aufbrausen löslich.

## Bildung und Fundorte
Lukrahnit ist ein typisches Sekundärmineral, welches sich in der Oxidationszone von arsenreichen polymetallischen Buntmetall-Lagerstätten bildet.
Parageneseminerale in der „Tsumeb Mine“ sind Beudantit, Cuproadamin, Konichalcit, Wulfenit, Quarz und Chalkosin. Am „Pucherschacht“ wird Lukrahnit von Nickellotharmeyerit begleitet, während er auf der „Grube Clara“ mit Konichalcit auf Quarz sowie Cuprit und gediegen Kupfer auftritt.
Als sehr seltene Mineralbildung konnte Lukrahnit bisher (Stand 2018) erst von vier Fundstellen beschrieben werden. Als Typlokalität gilt die „Tsumeb Mine“ bei Tsumeb, Region Otjikoto, Namibia. Der genaue Fundort für das Mineral innerhalb des Bergwerks ist unbekannt. Der weltweit zweite Fundort war Schneeberg im Erzgebirge, Sachsen, Deutschland. Lukrahnit wurde hier im Haldenmaterial des „Pucherschacht“ im Grubenfeld „Wolfgang Maaßen“ geborgen. In Deutschland ist Lukrahnit ferner aus der Grube Clara im Rankach-Tal bei Oberwolfach, Schwarzwald, Baden-Württemberg, bekannt. Schließlich kennt man Lukrahnit aus dem Bergbaudistrikt Lavrion, Region Attika, Griechenland. Weitere Angaben dazu fehlen aber.
Vorkommen von Lukrahnit in Österreich oder in der Schweiz sind damit nicht bekannt.

## Verwendung
Aufgrund seiner Seltenheit ist Lukrahnit nur für den Mineralsammler von Interesse.